# 歐陽清
歐陽清（1492年—？），字懋直，號冲菴，江西廣信府上饒縣人，明朝政治人物。

## 生平
由國子生中式嘉靖七年（1528年）戊子科江西鄉試第三十二名舉人，嘉靖十一年（1532年）壬辰科会试第一百七十名，第二甲第六十九名進士。觀禮部政，授工部主事，歷員外、郎中，浙江副使，二十四年正月官至四川右參政，卒。

## 家族
曾祖歐陽文信，祖歐陽久鎮，父歐陽貴，母胡氏；繼母賈氏。弟歐陽洪。